# Sport-Verein Werder von 1899 1979-1980
Questa voce raccoglie le informazioni riguardanti il Sport-Verein Werder von 1899 nelle competizioni ufficiali della stagione 1979-1980.

## Stagione
Nella stagione 1979-1980 il Werder Brema, allenato da Wolfgang Weber e Fritz Langner, concluse il campionato di Bundesliga al 17º posto. In Coppa di Germania il Werder Brema fu eliminato al secondo turno dal Hertha Berlino.

## Rosa
| N. |                     | Ruolo | Calciatore             |
| -- | ------------------- | ----- | ---------------------- |
|    | Germania (bandiera) | P     | Dieter Burdenski       |
|    | Germania (bandiera) | P     | Albert Voß             |
|    | Germania (bandiera) | D     | Karlheinz Geils        |
|    | Germania (bandiera) | D     | Martin Haskamp         |
|    | Germania (bandiera) | D     | Karl-Heinz Kamp        |
|    | Germania (bandiera) | D     | Hartmut Konschal       |
|    | Germania (bandiera) | D     | Hans-Jürgen Offermanns |
|    | Germania (bandiera) | D     | Jonny Otten            |
|    | Germania (bandiera) | D     | Thomas Schaaf          |
|    | Germania (bandiera) | C     | Uwe Bracht             |

| N. |                     | Ruolo | Calciatore          |
| -- | ------------------- | ----- | ------------------- |
|    | Germania (bandiera) | C     | Wilfried Feldhaus   |
|    | Germania (bandiera) | C     | Franz Hiller        |
|    | Germania (bandiera) | C     | Benno Möhlmann      |
|    | Germania (bandiera) | C     | Jürgen Röber        |
|    | Germania (bandiera) | C     | Norbert Siegmann    |
|    | Germania (bandiera) | A     | Uwe Behrens         |
|    | Germania (bandiera) | A     | Werner Dreßel       |
|    | Germania (bandiera) | A     | Uwe Reinders        |
|    | Austria (bandiera)  | A     | Gerhard Steinkogler |
|    | Germania (bandiera) | A     | Klaus Wunder        |

## Organigramma societario
Area tecnica
- Allenatore: Rudi Assauer, Fritz Langner
- Allenatore in seconda:
- Preparatore dei portieri:
- Preparatori atletici:

## Calciomercato

### Sessione estiva
| Acquisti | Acquisti               | Acquisti             | Acquisti |
| R.       | Nome                   | da                   | Modalità |
| -------- | ---------------------- | -------------------- | -------- |
| A        | Uwe Behrens            | Werder Brema II      |          |
| D        | Hans-Jürgen Offermanns | Rot-Weiß Lüdenscheid |          |
| D        | Dave Watson            | Manchester City      |          |

| Cessioni | Cessioni    | Cessioni    | Cessioni |
| R.       | Nome        | a           | Modalità |
| -------- | ----------- | ----------- | -------- |
| D        | Dave Watson | Southampton |          |
| D        | Per Røntved | Randers     |          |

### Sessione invernale
| Acquisti | Acquisti            | Acquisti  | Acquisti |
| R.       | Nome                | da        | Modalità |
| -------- | ------------------- | --------- | -------- |
| A        | Gerhard Steinkogler | Grazer AK |          |

| Cessioni | Cessioni  | Cessioni    | Cessioni |
| R.       | Nome      | a           | Modalità |
| -------- | --------- | ----------- | -------- |
| A        | Paul Linz | Bremerhaven |          |

## Risultati

### Bundesliga

#### Girone di andata
| Arbitro: | Brückner |

|            |           |  |
| Wunder 46’ | Marcatori |  |

| Arbitro: | Risse |

|                                               |           |            |
| Flohe 26’ (rig.), 60’ Gerber 29’ Hofeditz 84’ | Marcatori | 12’ Dreßel |

| Arbitro: | Hontheim |

|                               |           |           |
| Möhlmann 5’ Wunder 59’ (rig.) | Marcatori | 75’ Runge |

| Arbitro: | Gabor |

|                                        |           |           |
| Allofs 12’, 66’ Allofs 21’, 27’ (rig.) | Marcatori | 5’ Wunder |

| Arbitro: | Eschweiler |

|                                   |           |                                   |
| Möhlmann 52’ Burdenski 57’ (rig.) | Marcatori | 45’ Müller 51’ Volkert 90’ Kelsch |

| Arbitro: | Michel |

|          |           |                               |
| Worm 61’ | Marcatori | 62’ Reinders 75’ (aut.) Bruns |

| Arbitro: | Engel |

|              |           |            |
| Reinders 44’ | Marcatori | 22’ Herzog |

| Arbitro: | Clajus |

|                                        |           |  |
| Berkemeier 36’ Bittcher 61’ Thiele 68’ | Marcatori |  |

| Arbitro: | Assenmacher |

|           |           |              |
| Röber 73’ | Marcatori | 88’ Hrubesch |

| Arbitro: | Luca |

|                        |           |              |
| Nielsen 42’ Nickel 86’ | Marcatori | 87’ Reinders |

| Arbitro: | Treib |

|            |           |                                                |
| Dreßel 53’ | Marcatori | 32’, 64’ Hoeneß 44’ Rummenigge 80’ Niedermayer |

| Berlino 10 novembre 1979, ore 15:30 CET 12ª giornata | Hertha Berlino | 0 – 0 referto | Werder Brema | Stadio Olimpico (17 000 spett.)\| Arbitro: \| Waltert \| |
| Arbitro:                                             | Waltert        |               |              |                                                          |

| Arbitro: | Ross |

|                      |           |          |
| Röber 71’ Wunder 74’ | Marcatori | 8’ Fruck |

| Arbitro: | Stäglich |

|                    |           |                |
| Wendt 8’, 10’, 19’ | Marcatori | 55’ Offermanns |

| Arbitro: | Uhlig |

|                                        |           |                                         |
| Dreßel 4’, 38’ Bracht 54’ Reinders 57’ | Marcatori | 22’ Karger 44’ Lottermann 65’ Nachtweih |

| Arbitro: | Quindeau |

|                                                         |           |           |
| Zimmermann 4’ Schuster 21’ (rig.) Müller 33’ Strack 85’ | Marcatori | 66’ Röber |

| Arbitro: | Dreher |

|                        |           |  |
| Röber 10’ Reinders 62’ | Marcatori |  |

#### Girone di ritorno
| Arbitro: | Walz |

|                         |           |  |
| Mattsson 40’ Funkel 52’ | Marcatori |  |

| Arbitro: | Burgers |

|                                  |           |                                                            |
| Röber 20’, 88’ Möhlmann 64’, 90’ | Marcatori | 14’, 89’ Ellbracht 30’, 79’ (rig.), 90’ Wohlers 46’ Senzen |

| Arbitro: | Engel |

|                                                      |           |  |
| Vöge 18’ Schneider 35’, 60’ Burgsmüller 66’ Hein 78’ | Marcatori |  |

| Arbitro: | Clajus |

|                                              |           |            |
| Dreßel 3’ Reinders 15’ Behrens 30’ Röber 47’ | Marcatori | 67’ Allofs |

| Arbitro: | Uhlig |

|                                                                 |           |            |
| Müller 7’ Förster 67’ Volkert 76’ (rig.), 79’ (rig.) Kelsch 89’ | Marcatori | 30’ Dreßel |

| Arbitro: | Schmoock |

|                                  |           |  |
| Reinders 9’, 45’, 65’ Dreßel 10’ | Marcatori |  |

| Arbitro: | Walz |

|                                               |           |  |
| Gelsdorf 32’ Szech 47’ Hörster 82’ Posner 84’ | Marcatori |  |

| Arbitro: | Aldinger |

|                                         |           |  |
| Dreßel 25’, 88’ Bracht 26’ Konschal 30’ | Marcatori |  |

| Arbitro: | Waltert |

|                                                |           |  |
| Hrubesch 16’, 82’, 86’ Milewski 42’ Jakobs 60’ | Marcatori |  |

| Arbitro: | Michel |

|                                                    |           |                         |
| Behrens 5’ Reinders 8’ Röber 65’ (rig.) Dreßel 86’ | Marcatori | 12’ Matthäus 61’ Nickel |

| Arbitro: | Assenmacher |

|                                                                         |           |  |
| Breitner 27’ (rig.), 65’ Hoeneß 39’, 88’ Janzon 53’ Rummenigge 57’, 62’ | Marcatori |  |

| Arbitro: | Stäglich |

|             |           |  |
| Behrens 63’ | Marcatori |  |

| Arbitro: | Linn |

|                                                     |           |              |
| Grillemeier 12’ Seliger 30’ Büssers 44’ Steiner 61’ | Marcatori | 77’ Reinders |

| Arbitro: | Uhlig |

|                          |           |                                     |
| Möhlmann 48’ Behrens 57’ | Marcatori | 14’ Briegel 44’, 83’ Riedl 87’ Geye |

| Arbitro: | Eschweiler |

|                                      |           |                             |
| Nachtweih 56’ Künast 77’ Peukert 90’ | Marcatori | 41’ (rig.) Röber 53’ Dreßel |

| Arbitro: | Treib |

|  |           |                                        |
|  | Marcatori | 18’, 66’, 75’, 87’ Woodcock 50’ Müller |

| Arbitro: | Walz |

|                                                           |           |                            |
| Bast 26’ Lameck 28’ Eggert 52’ Abel 70’ (rig.) Kaczor 78’ | Marcatori | 19’ Dreßel 50’ Steinkogler |

### Coppa di Germania
| Arbitro: | Burgers |

|  |           |           |
|  | Marcatori | 15’ Röber |

| Arbitro: | Messmer |

|  |           |                   |
|  | Marcatori | 42’, 59’ Milewski |

## Statistiche

### Statistiche di squadra
| Competizione      | Punti | In casa | In casa | In casa | In casa | In casa | In casa | In trasferta | In trasferta | In trasferta | In trasferta | In trasferta | In trasferta | Totale | Totale | Totale | Totale | Totale | Totale | DR  |
| Competizione      | Punti | G       | V       | N       | P       | Gf      | Gs      | G            | V            | N            | P            | Gf           | Gs           | G      | V      | N      | P      | Gf     | Gs     | DR  |
| ----------------- | ----- | ------- | ------- | ------- | ------- | ------- | ------- | ------------ | ------------ | ------------ | ------------ | ------------ | ------------ | ------ | ------ | ------ | ------ | ------ | ------ | --- |
| Bundesliga        | 25    | 17      | 10      | 2       | 5       | 39      | 32      | 17           | 1            | 1            | 15           | 13           | 61           | 34     | 11     | 3      | 20     | 52     | 93     | -41 |
| Coppa di Germania | -     | 1       | 0       | 0       | 1       | 0       | 2       | 1            | 1            | 0            | 0            | 1            | 0            | 2      | 1      | 0      | 1      | 1      | 2      | -1  |
| Totale            | 25    | 18      | 10      | 2       | 6       | 39      | 34      | 18           | 2            | 1            | 15           | 14           | 61           | 36     | 12     | 3      | 21     | 53     | 95     | -42 |

### Andamento in campionato
| Giornata  | 1 | 2  | 3 | 4  | 5  | 6  | 7  | 8  | 9  | 10 | 11 | 12 | 13 | 14 | 15 | 16 | 17 | 18 | 19 | 20 | 21 | 22 | 23 | 24 | 25 | 26 | 27 | 28 | 29 | 30 | 31 | 32 | 33 | 34 |
| --------- | - | -- | - | -- | -- | -- | -- | -- | -- | -- | -- | -- | -- | -- | -- | -- | -- | -- | -- | -- | -- | -- | -- | -- | -- | -- | -- | -- | -- | -- | -- | -- | -- | -- |
| Luogo     | C | T  | C | T  | C  | T  | C  | T  | C  | T  | C  | T  | C  | T  | C  | T  | C  | T  | C  | T  | C  | T  | C  | T  | C  | T  | C  | T  | C  | T  | C  | T  | C  | T  |
| Risultato | V | P  | V | P  | P  | V  | N  | P  | N  | P  | P  | N  | V  | P  | V  | P  | V  | P  | P  | P  | V  | P  | V  | P  | V  | P  | V  | P  | V  | P  | P  | P  | P  | P  |
| Posizione | 5 | 13 | 8 | 13 | 13 | 11 | 11 | 12 | 13 | 15 | 15 | 15 | 14 | 15 | 13 | 14 | 12 | 13 | 15 | 16 | 15 | 16 | 16 | 16 | 14 | 15 | 14 | 14 | 14 | 16 | 17 | 17 | 17 | 17 |

Legenda:

Luogo: C = Casa; T = Trasferta. Risultato: V = Vittoria; N = Pareggio; P = Sconfitta.

### Statistiche dei giocatori
| Giocatore      | Bundesliga | Bundesliga | Bundesliga  | Bundesliga | Coppa di Germania | Coppa di Germania | Coppa di Germania | Coppa di Germania | Totale   | Totale | Totale      | Totale     |
| Giocatore      | Presenze   | Reti       | Ammonizioni | Espulsioni | Presenze          | Reti              | Ammonizioni       | Espulsioni        | Presenze | Reti   | Ammonizioni | Espulsioni |
| -------------- | ---------- | ---------- | ----------- | ---------- | ----------------- | ----------------- | ----------------- | ----------------- | -------- | ------ | ----------- | ---------- |
| U. Behrens     | 10         | 4          | 0           | 0          | 0                 | 0                 | 0                 | 0                 | 10       | 4      | 0           | 0          |
| U. Bracht      | 32         | 2          | 6           | 0          | 2                 | 0                 | 0                 | 0                 | 34       | 2      | 6           | 0          |
| D. Burdenski   | 34         | 1          | 0           | 0          | 2                 | 0                 | 0                 | 0                 | 36       | 1      | 0           | 0          |
| W. Dreßel      | 33         | 12         | 4           | 0          | 2                 | 0                 | 0                 | 0                 | 35       | 12     | 4           | 0          |
| W. Feldhaus    | 3          | 0          | 0           | 0          | 0                 | 0                 | 0                 | 0                 | 3        | 0      | 0           | 0          |
| K. Geils       | 34         | 0          | 1           | 0          | 2                 | 0                 | 1                 | 0                 | 36       | 0      | 2           | 0          |
| M. Haskamp     | 0          | 0          | 0           | 0          | 0                 | 0                 | 0                 | 0                 | 0        | 0      | 0           | 0          |
| F. Hiller      | 20         | 0          | 0           | 0          | 1                 | 0                 | 1                 | 0                 | 21       | 0      | 1           | 0          |
| K. Kamp        | 23         | 0          | 2           | 0          | 1                 | 0                 | 0                 | 0                 | 24       | 0      | 2           | 0          |
| H. Konschal    | 33         | 1          | 2           | 0          | 2                 | 0                 | 0                 | 0                 | 35       | 1      | 2           | 0          |
| P. Linz        | 0          | 0          | 0           | 0          | 2                 | 0                 | 1                 | 1                 | 2        | 0      | 1           | 1          |
| B. Möhlmann    | 33         | 5          | 4           | 0          | 2                 | 0                 | 1                 | 0                 | 35       | 5      | 5           | 0          |
| H. Offermanns  | 22         | 1          | 0           | 0          | 1                 | 0                 | 0                 | 0                 | 23       | 1      | 0           | 0          |
| J. Otten       | 33         | 0          | 3           | 0          | 2                 | 0                 | 0                 | 0                 | 35       | 0      | 3           | 0          |
| U. Reinders    | 34         | 11         | 3           | 0          | 2                 | 0                 | 1                 | 0                 | 36       | 11     | 4           | 0          |
| J. Röber       | 31         | 9          | 2           | 0          | 2                 | 1                 | 0                 | 0                 | 33       | 10     | 2           | 0          |
| T. Schaaf      | 0          | 0          | 0           | 0          | 0                 | 0                 | 0                 | 0                 | 0        | 0      | 0           | 0          |
| N. Siegmann    | 19         | 0          | 6           | 0          | 0                 | 0                 | 0                 | 0                 | 19       | 0      | 6           | 0          |
| G. Steinkogler | 7          | 1          | 0           | 0          | 0                 | 0                 | 0                 | 0                 | 7        | 1      | 0           | 0          |
| A. Voß         | 0          | 0          | 0           | 0          | 0                 | 0                 | 0                 | 0                 | 0        | 0      | 0           | 0          |
| D. Watson      | 2          | 0          | 0           | 1          | 0                 | 0                 | 0                 | 0                 | 2        | 0      | 0           | 1          |
| K. Wunder      | 23         | 4          | 0           | 0          | 2                 | 0                 | 0                 | 0                 | 25       | 4      | 0           | 0          |